# 斯波羅夫斯科耶湖
斯波羅夫斯科耶湖（白俄羅斯語：Спораўскае）是白俄羅斯的湖泊，位於別廖扎東南26公里，由布列斯特州負責管轄，長5.6公里、寬3公里，面積11.5平方公里，集水區面積3,030平方公里，湖岸線長度19.5公里，平均水深1.4米，最大水深2.2米。